# El Dorado megye
El Dorado megye az Amerikai Egyesült Államokban, azon belül Kalifornia államban található. Megyeszékhelye Placerville. Lakosainak száma 191 185 fő (2020. április 1.). El Dorado megye Placer, Amador, Douglas, Sacramento és Alpine megyékkel határos.

## Népesség
A megye népességének változása:
| Lakosok száma | 181 171 | 180 933 | 180 616 | 181 737 | 184 452 | 192 843 | 191 185 |
|               | 2010    | 2011    | 2012    | 2013    | 2015    | 2019    | 2020    |